# Zavzetje Savannah
Zavzetje Savannah (znano tudi kot prva bitka pri Savannah in bitka pri Brewton Hillu) je bila bitka ameriške revolucionarne vojne, ki se je odvijala 29. decembra 1778. V njej so se spopadle ameriške garnizije enot Kontinentalne vojske in milice proti britanskim invazijskim silam pod poveljstvom podpolkovnika Archibalda Campbella. Zavzetje mesta je privedlo do dolgotrajne okupacije in je bil uvodni korak v britanski južni strategiji za ponovno pridobitev nadzora nad uporniškimi južnimi kolonijami z nagovarjanjem razmeroma močnega lojalističnega sentimenta v teh provincah.
General Sir Henry Clinton, vrhovni poveljnik Severne Amerike, je poslal Campbella in 3.100-člansko silo iz New Yorka, da zavzame Savannah in začne proces vračanja Georgie pod britanski nadzor. Pomagale naj bi mu čete pod poveljstvom brigadnega generala Augustina Prévosta, ki so se pomikale iz Saint Augustina na Floridi. Po pristanku blizu Savannah 23. decembra je Campbell ocenil ameriško obrambo, ki je bila razmeroma šibka in se odločil za napad, ne da bi čakal na Prévosta. Izkoristil je lokalno pomoč, obkolil ameriški položaj zunaj mesta, zajel velik del vojske generalmajorja Roberta Howa in preostale prisilil k umiku v Južno Karolino.
Campbell in Prévost sta po zmagi zavzela Sunbury in izvedla odpravo v Augusto. Slednjo je Campbell zasedel le za nekaj tednov, preden se je umaknil v Savannah, navajajoč nezadostno podporo lojalistov in domorodcev ter grožnjo patriotskih sil čez reko Savannah v Južni Karolini. Britanci so leta 1779 odbili francosko-ameriško obleganje Savannah in držali mesto do poznega obdobja vojne.